# Pelourinho de Beja
O Pelourinho de Beja, no Alentejo, localiza-se na freguesia de Beja (Salvador e Santa Maria da Feira), na cidade e município de Beja, distrito do mesmo nome, em Portugal. Encontra-se classificado como Imóvel de Interesse Público desde 11 de outubro de 1933.

## História
O pelourinho da cidade já é referido nos "Costumes de Beja" (século XIII), onde se regista: "Os almotacés maiores, deviam fazer justiça, a qual consista em pôr o delinquênte no pelourinho e obriga-lo a contar, lá de cima, os cinco soldos para o concelho, conservando-se entretanto ali."
Terá sido reerguido após a concessão do Foral Novo por Manuel I de Portugal.
No início do século XIX, foi transferido para a Praça de D. Manuel (hoje Praça da República), acreditando-se que anteriormente estivesse colocado no terreiro dos Paços do Concelho, acabando por ser desmontado no mesmo século, em data desconhecida. Neste período vieram a desaparecer alguns dos seus elementos arquitetónicos, à excepção do capitel, do remate e de parte do fuste.
Veio a ser reconstruído em 1938 com os elementos que se encontravam então recolhidos no Museu Arqueológico do novo edifício da Câmara Municipal, mais tarde transferido para o Museu Rainha D. Leonor, e que eram constituídos pelo capitel, o remate e a grimpa com a esfera armilar e bandeira encimadas pela Cruz de Cristo. À época recorreu-se a documentos iconográficos autênticos, com a assistência do Sr. Luís Chaves e do desenhador Luís Valença. Foi responsável pelo trabalho de cantaria, o mestre Arsénio Silva. Presidia na altura os serviços camarários o Dr. Leonel Banha da Silva.
Mais tarde vieram a ser recuperados outros elementos do pelourinho que atualmente se encontram no pátio do Castelo de Beja.
No final de setembro de 2001, o pelourinho foi parcialmente destruído em consequência de um acidente.

## Características
Assentava em três degraus octogonais (que primitivamente eram quatro e de forma quadrada), que por sua vez se encontram sobre uma placa circular. Apresenta fuste tronco-piramidal torso decorado por discos, palmetas, rosetas e anel, e é encimado por um capitel também torso e rematado por esfera armilar e a Cruz de Cristo em ferro.